# Euryodendron
Euryodendron, monotipski rod drveća iz porodice Pentaphylacaceae
Jedina je vrsta E. excelsum, kineski kritično ugroženi endem iz Guangxia i Guangdonga
|  | Zajednički poslužitelj ima još gradiva o temi Euryodendron |
|  | Wikivrste imaju podatke o taksonu Euryodendron             |